# John Francis Skjellerup
John Francis Skjellerup, (tudi James Francis Skjellerup) avstralski astronom, * 16. maj 1875, Cobden, Victoria, Avstralija, † 6. januar 1952, Melbourne.

## Delo in življenje
Bil je telegrafist v Južni Afriki. Njegov oče je bil danskega porekla, njegova mati je bila rojena v Angliji. Bil je odličen igralec golfa in astronom.
Odkril in soodkril je nekaj kometov med prebivanjem v Južni Afriki in Avstraliji. Med znanimi kometi je komet 26P/Grigg-Skjellerup in zelo svetel komet C/1927 X1 (komet Skjellerup-Maristany), ki se je pojavil leta 1927.
1. ↑  Biographical Database of Southern African Science — 2002.